# Pierre Pigneau de Behaine

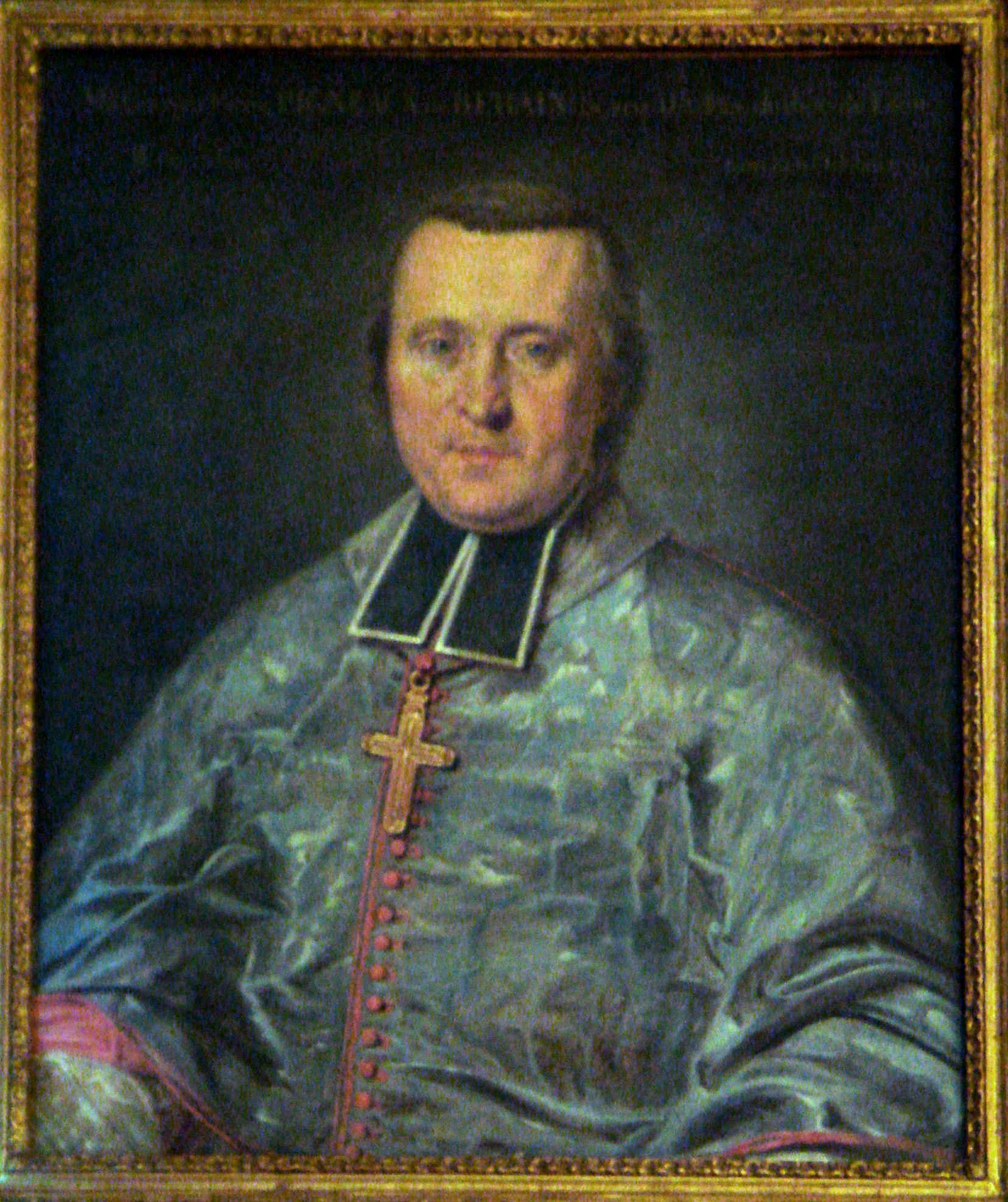
Pierre Pigneau de Behaine
(Gemälde von Mauperin, 1787)

Pierre Joseph Georges Pigneau de Behaine (auch: Pierre Pigneaux de Béhaine) (* 2. November 1741 in Origny-en-Thiérache; † 9. Oktober 1799 in Quy Nhơn) war ein französischer römisch-katholischer Vietnammissionar, Bischof, Mandarin und Lexikograf.

## Leben und Werk

### Herkunft und Ausbildung
Pierre Pigneau de Behaine wuchs im heutigen Département Aisne zwischen Hirson und Vervins (Geburtsort des Weltreisenden Marc Lescarbot) im bürgerlichen Milieu auf. Er hatte elf Geschwister (darunter zwei Priester und vier Nonnen). Er besuchte das Jesuitenkolleg in Laon (Geburtsort des Missionars Jacques Marquette), das Priesterseminar in Paris (34 rue de la Montagne Sainte-Geneviève) und trat bei der Pariser Mission ein. Diese schickte den 24-jährigen Priester in die Asienmission.

### Der Asienmissionar 1765–1775
Pigneau verließ Lorient im Dezember 1765 und reiste über Pondichéry (Juni 1766), Madras, Malakka und Macau nach Hà Tiên (Provinz Kiên Giang, gegenüber der Insel Phú Quốc) in Cochinchina (heute in Vietnam), wo er im März 1767 ankam. Bischof Guillaume Piguel (1722–1771) des Bistums Qui Nhơn machte ihn sogleich zum Leiter des Seminars in Hòn Đất. Im Rahmen der schwierigen politischen Verhältnisse verbrachte er mehrere Monate im Gefängnis (teilweise mit Holzkragen), wurde aber wieder freigelassen. Angesichts der wachsenden Anfeindungen musste das Seminar Ende 1769 geräumt werden und konnte erst 1771 in Virampatnam bei Pondychéry wieder eröffnet werden. Dort erreichte ihn 1772 die Ernennung zum Nachfolger des verstorbenen Bischofs Piguel als Apostolischer Vikar und Titularbischof von Adraa (französisch: Adran). Er konnte aber erst 1775 nach Hà Tiên zurückkehren.

### Der Berater von König Nguyễn Phúc Ánh 1776–1784
1776 traf Pigneaux auf den 14-jährigen Prinz Nguyễn Phúc Ánh, den späteren Begründer der Nguyễn-Dynastie, und schlug sich im von 1770 bis 1802 dauernden Krieg zwischen Nord- und Südvietnam nicht auf die Seite des Nordens, obwohl das Wohlwollen der dortigen Tây-Sơn-Dynastie gegenüber der christlichen Mission beträchtlich war, sondern auf die Seite des Südens. Als sich Nguyễn Phúc Ánh 1780 den Königstitel gab, wurde Pigneau zum allseits respektierten und vom König als „Großer Meister“ verehrten Berater, der ihm in der Kriegsführung gegen die Tây-Sơn unentbehrlich war.

### Reise nach Versailles und zurück 1784–1789
Auf der Suche nach westlicher Unterstützung für Phúc Ánh begab sich Pigneaux 1784 in Begleitung des Erbprinzen Nguyễn Phúc Cảnh (1780–1801) und von dessen Gefolge nach Pondichéry (Ankunft Februar 1785), von wo sie sich im Juli 1786 nach Frankreich einschifften (Eintreffen Februar 1787). Pigneau erreichte bei Kanzler Loménie de Brienne im November 1787 den Abschluss eines Beistandsvertrages zwischen Ludwig XVI. und König Phúc Ánh (Traité de Versailles de 1787), der freilich wegen der finanziellen Notlage des französischen Staates und der dann ausbrechenden Revolution vorerst folgenlos blieb und erst im 19. Jahrhundert Vorwand für die französische Kolonialpolitik in Indochina wurde. Pigneau und Prinz Canh verließen Frankreich im Dezember 1787 und segelten über Pondichéry zurück nach Cochinchina, wo sie im Juli 1789 ankamen.

### Der inoffizielle Kriegsminister 1789–1799
Pigneau nahm seinen Platz an der Seite von Phúc Ánh wieder ein, erhielt den offiziellen Titel eines Erziehers des Erbprinzen, war aber in Wirklichkeit bis zu seinem Tod 1799 der starke Mann am Hofe und, in dem fortdauernden Krieg gegen die Tây-Sơn, der entscheidende Stratege. Er besorgte westliche Offiziere als militärische Berater und Führer, ließ eine Flotte nach westlichem Vorbild bauen, Befestigungen nach Art von Vauban anlegen und scheute sich auch nicht, da die Hilfe Frankreichs ausblieb, eigene Geldmittel in großer Höhe einzusetzen, um Waffen und Munition zu kaufen. Unterstützt wurde er darin von einem kleinen Kreis von Landsleuten, vor allem von Victor Olivier de Puymanel (1768–1799) und Jean-Marie Dayot (1760–1809), der zusammen mit seinem Bruder ein Kartenwerk der Küsten Indochinas anlegte. Die Franzosen handelten nicht als Patrioten (wie man im 19. Jahrhundert meinte), sondern im Eigeninteresse, da ihnen die politische Entwicklung in Frankreich die Rückkehr versperrte.

### Rolle der Mission
Pigneaus eigentliche Aufgabe, die Mission, geriet über der ständigen Kriegsführung zunehmend ins Hintertreffen. Im Versailler Vertrag wurde sie nicht einmal erwähnt. Während der Erbprinz nach der Rückkehr aus Frankreich erst wieder lernen musste, seine christliche Orientierung hinter das Staatswohl zurückzustellen, galt Pigneaus Dienstherr Phúc Ánh als Atheist. Im Jahre 1797, für das entsprechende Zahlen vorliegen, gestaltete sich die Situation folgendermaßen: Pigneau führte Krieg für ein Land mit 25 000 Christen gegen ein Land mit 40 000 Christen. Entsprechend negativ äußerten sich die Missionare der gegnerischen Seite über seine Aktivitäten.

### Pigneaus Auffassung von der Mission
Pigneau war ein entschiedener Vertreter der Inkulturation. Als Intellektueller, der sich den gesamten sprachlichen und kulturellen Hintergrund der chinesisch-vietnamesischen Kultur erarbeitet hatte, war er sich bewusst, dass manche europäische Normen betreffend Liturgie und geistliche Gewandung in Asien als lächerlich wahrgenommen wurden. Mit dem Vatikan, dem er europazentriertes Denken vorwarf, lag er deswegen dauerhaft im Streit, eine Art Neuauflage des Ritenstreits zwischen Jesuiten und Papst im 17. Jahrhundert. Ähnliches gilt für die Direktoren der Pariser Mission, die selbst nie Frankreich verlassen hatten.

### Der Lexikograf
Als Mittel der Annäherung vor allem an die örtliche Elite bemühte sich Pigneau von Anfang an intensiv um die Kenntnis des Chinesischen und Vietnamesischen. In Virampatnam erstellte er ein Wörterbuch, das als Teil der vietnamesischen Lexikographiegeschichte zu würdigen ist.

#### Die Anfänge der vietnamesischen Lexikografie
Mit dem von dem Portugiesen Francisco de Pina (1585–1625) entwickelten Schriftsystem zur Schreibung von Vietnamesisch (auf der Basis lateinischer Buchstaben mit diakritischen Zeichen) verfassten Gaspar do Amaral (1594–1646) für Vietnamesisch-Portugiesisch und António Barbosa (1594–1647) für Portugiesisch-Vietnamesisch (heute verlorene) Wörterbücher, die der Jesuit Alexandre de Rhodes (1593–1660) für sein 1651 in Rom erschienenes dreisprachiges Wörterbuch Dictionarium annamiticum lusitanicum et latinum nutzte.

#### Pigneaus Wörterbuch
Dieses Wörterbuch lag Pigneau vor, als er von September 1772 bis Juni 1773 unter Mithilfe von acht Muttersprachlern sein zweispaltiges Dictionarium Anamitico Latinum erstellte, das zwei vietnamesische Schriften benutzte, die lateinische (Quốc Ngữ) und, links davon, die chinesische (Hán Nôm). Das Wörterbuch wurde zu seinen Lebzeiten nicht gedruckt. Erst 1999 kam es in Saigon zum Druck des Exemplars.

#### Wirkung seines Wörterbuchs
Pigneaus ungedrucktes Wörterbuch war die Hauptquelle für das 1838 von Jean-Louis Taberd (1794–1840) publizierte Dictionarium Anamitico-Latinum, primitus inceptum ab illustrissimo P.J. Pigneaux (Faksimiledruck Paris 2001) und ging von da in das von Joseph-Simon Theurel (1829–1868) verfasste, aber erst 1877 postum erschienene Dictionarium anamitico-latinum ein, von wo es noch erhebliche Wirkung auf den zweibändigen Dictionnaire annamite von 1895 ausübte, den Paulus Huình Tịnh Của (1834–1907) in Saigon veröffentlichte.

### Tod und Ehrungen
Als Pigneau mitten im Krieg mit fast 58 Jahren an der Ruhr verstarb, wurde er am 16. Dezember 1799 auf eigenen Wunsch in seiner vietnamesischen Bekleidung beerdigt. 40 000 Menschen, 120 Elefanten und ein in Tränen aufgelöster König begleiteten den Sarg zum fünf Kilometer vor Saigon gelegenen Mausoleum (1983 zerstört). 1902 wurde ihm vor der Kathedrale Notre-Dame von Saigon ein Denkmal errichtet (zwischen 1960 und 1970 zerstört), das ihn mit Prinz Canh zeigte, wobei er in der rechten Hand den Versailler Vertrag hochhält. Am 11. Mai 1914 wurde in seinem Geburtshaus in Origny-en-Thiérache ein Museum eröffnet (seit 1953 in Gemeindebesitz, Besichtigung nach Voranmeldung).

## Werke
- Tự vị Annam Latinh, 1772–1773 = Dictionarium anamitico latinum, 1772–1773. Nhà xuá̂t bản Trẻ, TP. Hò̂ Chí Minh 1999.
- Grand Cathéchisme cochinchinois. 1782. (60 Seiten, chinesisch).